# San Cosme y Damián
San Cosme y Damián è un centro abitato del Paraguay, nel dipartimento di Itapúa. La località, che dista 335 km dalla capitale del paese, Asunción, forma uno dei 30 distretti in cui è suddiviso il dipartimento.

## Popolazione
Al censimento del 2002 Trinidad contava una popolazione urbana di 2.045 abitanti (7.322 nel distretto), secondo i dati della Dirección General de Estadística, Encuestas y Censos.

## Storia
Le origini storiche della località risalgono al 1632, anno della fondazione nei pressi del fiume Uruguay, da parte del padre gesuita Adriano Formoso, di una riduzione; in seguito, per motivi di sicurezza, la missione dovette spostarsi quattro volte prima di stabilirsi definitivamente, nel 1760, a nord del Paraná. Durante i suoi numerosi spostamenti, sotto la guida di padre Buenaventura Suárez, la missione divenne un centro di studi astronomici conosciuta anche in Europa.
La recente costruzione della diga idroelettrica di Yacyretá ha comportato per la località la costruzione di strade asfaltate, rompendone così l'isolamento e permettendo i collegamenti con il resto del paese.

## Economia

### Turismo
I resti dell'antica riduzione attraggono visitatori da ogni parte del mondo. La chiesa di San Cosme y Damián, distrutta da un incendio nel 1899, è stata parzialmente restaurata nel 1978 e contiene al suo interno immagini in legno policromo dell'epoca gesuita.